# José Juan Tablada

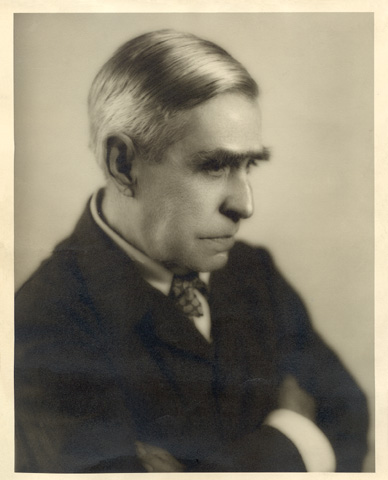
José Juan Tablada

José Juan Tablada (n. Coyoacán, Mexic, 3 aprilie 1871 - d. New York, Statele Unite, 2 august 1945) a fost un poet, critic de artă și diplomat mexican.
Aparține esteticii moderniste. Este poetul ce va introduce în limba spaniolă formele fixe japoneze și va elabora poeme ideografice în aceeași perioadă cu Caligramele lui Apollinaire.

## Opera
- Florilegiu (El florilegio) - 1918
- O zi... (Una dia...) - 1919
- Li-Po și alte poeme (Li-Po y otros poemas) - 1920
- Glastra pentru flori (El jarro de flores) - 1922
- Sărbătoarea (La feria) - 1928
- Cele mai frumoase poeme ale lui José Juan Tablada (Los majores poemas de José Juan Tablada) - 1943